# Dichocarpum dicarpon
Dichocarpum dicarpon är en ranunkelväxtart som först beskrevs av Friedrich Anton Wilhelm Miquel, och fick sitt nu gällande namn av Wen Tsai Wang och Hsiao. Dichocarpum dicarpon ingår i släktet Dichocarpum och familjen ranunkelväxter.

## Underarter
Arten delas in i följande underarter:
- D. d. decumbens
- D. d. univalve